# Foster the People
Foster the People är ett amerikanskt indiepopband som bildades i Los Angeles år 2009. Gruppen består av medlemmarna Mark Foster (sångare, keyboard/piano och gitarr), Sean Cimino, Isom Innis och Mark Pontius.
Gruppen är mest känd för sin genombrottslåt "Pumped Up Kicks" från 2010, som senare även inkluderades på debutalbumet Torches från 2011. 2019 skrev Billboard att "Pumped Up Kicks" hjälpte till att "inleda en ny era av kommersiellt framgångsrik indie-lutande popmusik".
Under 2012 och 2013 skrev gruppen en uppföljare till sitt debutalbum, Supermodel, som utgavs 14 mars 2014. Albumet producerades av Mark Foster och Paul Epworth och släpptes av Columbia Records. Gruppens tredje studioalbum Sacred Hearts Club släpptes 2017.

## Diskografi

### Studioalbum
- 2011 – Torches
- 2014 – Supermodel
- 2017 – Sacred Hearts Club